# Britanci
Britanci (engl. Britons, neformalno Brits i arhaično Britishes) je izraz kojim se u najširem smislu označavaju državljani rođeni u Ujedinjenom Kraljevstvu, a u nešto užem stanovnici Britanskih ostrva i prekomorskih zemalja. Ovo ime Britanci su dobili po starom keltskom plemenu, Brita čiji su pripadnici bili prastanovnici Britanskih ostrva.

Prema Enciklopediji Britanika; 
| „ | Britanac, je jedna od osoba koje žive u Britaniji od pre anglo-saksonske invazije koja je počela u 5. veku. Iako se nekada mislio da Britanci potiču od Kelta, danas se veruje da su oni autohtono stanovništvo koje je opstalo u stalnom kontaktu sa svojim evropskim susedima kroz trgovinu i druge društvene razmene. | ” |

U još užem smislu se pod nazivom Britanci podrazumeva nacija čiji se identitet počeo stvarati ujedinjenjem Engleske i Škotske 1707. Stvaranju tog identiteta je doprineo protestantizam, ali i dugogodišnja borba Ujedinjenog Kraljevstva sa Francuskom u napoleonskim ratovima. 
Britanska nacija, odnosno britanstvo, se smatra širim okvirom za ranije, nacionalne etničke identitete (Englezi, Škoti, Velšani, Kornvolci), a obično se vezuje uz stereotipe emocionalne rezerviranosti i pristojnosti. 
U posljednjih 100 godina devolucija Ujedinjenog Kraljevstva, škotski separatizam i engleski nacionalni identitet dovode u pitanje „britanstvo“, dok ga sa druge strane istovremeno upotpunjuje sve brojniji priliv imigranata, uključujući i one iz zemalja nekadašnjeg Britanske Imperije koji su „britanstvo“ prihvatili kao deo svog identiteta.
Savremeni Britanci uglavnom potiču od različitih etničkih grupa koje su se trajno naselile u Velikoj Britaniji pre 11. veka (počev od 5. veka). Zato se u ovoj naciji mešeju praistorijski, keltski, rimski, anglo-saksonski i nordijski narodi, pre svega Normani koji su se prvo iz skandinavskih zemalja doselili u severnu Francusku, a odatle u Britaniju. Pri tome treba ih razlikovati od Bretonaca koji danas žive u Francuskoj. Iako je etimologija njihovih imena ista, oni potiču od dve različite etničke grupe, koje su zajedničkog keltskog porekla.